# Basket Club Bolzano
Il Basket Club Bolzano (in tedesco Basket Club Bozen) è la principale società di pallacanestro femminile di Bolzano, nonché la più antica società del Trentino-Alto Adige.

## Storia
È stata fondata nel 1952 da un gruppo di pionieri che iniziò a propagandare il gioco della palla al cesto, con molte difficoltà. Prima delle prime partite all'aperto bisognava anche spalare il campo dalla neve.
La stagione 2003-04 ha portato nuovi stimoli a tutto l'ambiente del basket femminile altoatesino ed il Basket Club Bolzano viene promossa nel massimo campionato di Serie A1, dopo una stagione nella serie cadetta sempre al vertice. Sabato 8 maggio 2004 è stata una data storica per le pallacanestro bolzanina, con le giocatrici che hanno affrontato e battuto la corazzata Montichiari. Per 17 mesi la squadra ha mantenuto l'imbattibilità casalinga. In quella stagione, la Profexional Bolzano ha vinto anche la Coppa Italia di Serie A2.
Un sogno si è avverato la Profexional Bolzano è in serie A1 ed è riuscita nell'impresa dopo un campionato trionfale ed alla fine dei play off ove tutte le squadre partecipanti hanno dato tutte le energie psicofisiche che erano rimaste.
Il primo anno di A1 del Basket Club Bolzano è stato ricco di sofferenza, ma a denti stretti si è riusciti ad ottenere la riconferma nel massimo Campionato di Basket Femminile. Nel 2005-06 la squadra è retrocessa direttamente in A2. Al ritorno nella serie cadetta, le altoatesine si sono classificate al 7º posto del girone A.
Nel 2012 viene creata la società satellite ASD Basket Rosa Bolzano, con l'obiettivo di valorizzare il patrimonio delle giovani tesserate, che già esprimono capacità importanti, e il loro miglioramento nel tempo. La società, però, rinuncia contemporaneamente all'A2 per i problemi economici ed è ripescata in Serie B regionale.
Al termine della stagione 2014-15 la squadra ritorna in Serie A2, dopo due anni di serie B ed uno di A3.
Dalla stagione 2015-16 il Basket Club Bolzano è rimasto stabilmente nella seconda serie nazionale, serie A2. Migliorando di anno in anno la propria posizione, fino a classificarsi nella stagione 2019/20, da poco finita e conclusa anzitempo a causa dell'emergenza Covid-19, al 4º posto assoluto. Dalla stagione 2018/19 il BCB è allenato da Roberto "Cico" Sacchi, l'allenatore che ha portato Broni in A1.

## Cronistoria
| Cronistoria del Basket Club Bolzano. |
| --- |
| - 1952 · fondazione del Basket Club Bolzano. - 1997-1998 · 9ª nel Girone A di Serie A2, retrocessa in B e poi ammessa alla nuova Serie A2. - 1998-99 · 11ª nel Girone A di Serie A2, retrocessa in Serie B. - 1999-00 · - 2000-01 · 8ª nel Girone A di Serie A2. - 2001-02 · 12ª nel Girone A di Serie A2, 5ª nel Girone 1 della Poule Retrocessione. - 2002-03 · 6ª nel Girone Nord di Serie A2, partecipa ai play-off. - 2003-04 · 1ª nel Girone A di Serie A2, vince i play-off, promossa in Serie A1. Vincitrice della Coppa Italia di Serie A2. - 2004-05 · Profexional, 15ª in Serie A1, salva ai play-out. - 2005-06 · Lenzi Profexional, 16ª in Serie A1, retrocessa in Serie A2. - 2006-07 · 7ª nel Girone Nord di Serie A2. - 2007-08 · 10ª nel Girone Nord di Serie A2. - 2008-09 · 7ª nel Girone Nord di Serie A2, eliminata ai quarti di finale dei play-off. - 2009-10 · 4ª nel Girone Nord di Serie A2, partecipa ai play-off. - 2010-11 · 3ª nel Girone Nord di Serie A2, finalista ai play-off. - 2011-12 · 11ª nel Girone Nord di Serie A2, vince la finale play-out, rinuncia all'iscrizione. - 2012-13 · 6ª in serie B Veneto. - 2013-14 · 1ª in serie B Triveneto, vince i play-off, promossa in Serie A3. - 2014-15 · 3ª nel Girone B di Serie A3, 3ª nella fase a orologio, vince i play-off, promossa in Serie A2. - 2015-16 · Itas Aew, 14ª nel Girone A di Serie A2, retrocede in Serie B e poi ripescata in A2. - 2016-17 · Itas Aew, 13ª nel Girone A di Serie A2, vince i play-out. - 2017-18 · Itas Alperia, 11ª nel Girone Nord di Serie A2. - 2018-19 · Itas Alperia, 9ª nel Girone Nord di Serie A2. - 2019-20 · Alperia, 4ª nel Girone Nord di Serie A2. - 2020-21 · Alperia, 11ª nel Girone Nord di Serie A2, vince i play-out. - 2021-22 · Alperia, 11ª nel Girone Nord di Serie A2, vince i play-out. - 2022-2023 · 9º nel Girone Nord di Serie A2. - 2023-2024 · 8º nel Girone B di Serie A2, quarti di finale play-off. |

## Palmarès
- Coppa Italia di Serie A2: 1
2004

## Statistiche e record

### Partecipazione ai campionati
| Livello | Categoria         | Partecipazioni | Debutto   | Ultima stagione | Totale |
| ------- | ----------------- | -------------- | --------- | --------------- | ------ |
| 1º      | Serie A1          | 2              | 2004-2005 | 2005-2006       | 2      |
| 2º      | Serie A2          | 18             | 1998-1999 | 2021-2022       | 18     |
| 3º      | Serie A3          | 1              | 2014-2015 | 2014-2015       | 1      |
| 4º      | Serie B regionale | 2              | 2012-2013 | 2013-2014       | 2      |

BC Bolzano ha disputato (dal 1998) complessivamente 21 stagioni sportive a livello nazionale.